# Casino (альбом)
Casino — третий студийный альбом джазового гитариста Эла Ди Меолы. Записан в Нью-Йорке в 1977 году, релиз состоялся 25 февраля 1978 года на лейбле Columbia Records.

## Об альбоме
На альбоме Casino Эл Ди Меола продолжил экспериментировать с джаз-фьюжн и ритмами фламенко, латиноамериканской и ближневосточной музыки. «Я бы назвал этот альбом», — сказал Ди Меола в интервью журналу DownBeat в феврале 1978 года, — «продолжением Elegant Gypsy с большим количеством латиноамериканской музыки. В нём есть композиции, основанные на мелодиях ближневосточного типа, но ритмы всё ещё латиноамериканские».
Как и на предыдущих альбомах гитариста к Элу Ди Меоле присоединилась звёздная группа музыкантов, в которую входят клавишник Барри Майлз, басист Энтони Джексон, перкуссионист Минго Льюис и барабанщик Стив Гэдд. «Я начал с этих ребят, а не пытался быстро собрать свою собственную группу [с менее известными музыкантами]. Эти ребята почувствовали музыку и действительно привнесли в неё что-то новое. Я продолжил этот подход [нанимая лучших музыкантов] с Elegant Gypsy и Casino. Мой курс мог бы быть другим, если бы я нанял неопытных музыкантов и начал [мою запись] с ними. Это был правильный шаг в то время», — пояснил свой выбор Эл Ди Меола.
Открывающая альбом «Egyptian Danza», по мнению обозревателя Jazz Journal, демонстрирует энергичное соло на  электрогитаре, а также взрывные барабаны Стива Гэдда в современном стиле джаз-рок-фьюжн вместе с Барри Майлзом на электрическом пианино и органе и Энтони Джексоном, обеспечивающим сильную басовую линию на электробас-гитаре.
Молниеносные гитарные аккорды можно найти в следующем треке Минго Льюиса «Chasin' The Voodoo» на латиноамериканской основе, и более плавном «Señor Mouse» Чика Кориа. Эта мелодия всегда нравилась Элу Ди Меоле, и он хотел записать её с использованием латиноамериканской перкуссии. Изюминкой альбома является классически структурированная, полностью акустическая «Fantasia Suite for Two Guitars», вдохновленная стилем фламенко. Хотя студийная версия называется «Two Guitars», Эл Ди Меола сам записал все гитарные партии.
Эта композиция довольно точно следует традиционному формату сюиты, состоящему из четырех  последовательных частей с различными темпами и характерами. Короткая «Viva La Danzarina» энергично начинает с двойных арпеджио и быстрых, отрывистых прогонов, сопровождаемых хлопками в ладоши и кастаньетами. Вторая часть, «Guitars of the Exotic Isle», начинается через пятьдесят секунд, и хотя она немного медленнее первой, она сохраняет живую атмосферу с ручными барабанами и частой сменой аккордов. Постепенное замедление в конце создает плавный переход к третьей части, «Rhapsody Italia», которая действительно ощущается как сарабанда — настроение заметно меняется, когда тональность переходит в минор; в воздухе чувствуется меланхолия, поскольку мелодия, подобранная с помощью тремоло, напоминает мастера фламенко Андреса Сеговию, эхом разносится вдалеке. Затем облака снова расступаются с позитивным финалом «Bravoto Fantasia», быстрым номером, вращающимся вокруг аккордовой прогрессии, перемежаемой сложными соло, сыгранными на головокружительной скорости.
Завершающий пластинку заглавный трек, по мнению портала Jazz Music Archives, представляет собой более продолжительное исследование схожих тем и фраз из остальной части альбома, однако не кажется таким эффектным, как материал с первой стороны альбома.

## Релиз и критика
Casino был выпущен в феврале 1978 года лейблом Columbia Records и поднялся на 52-е место в чарте Billboard 200.
Ресурс Allmusic похвалил альбом, дав ему высшую оценку и отметив четыре удачные авторские композиции Ди Меола с заметным влиянием Чика Кориа. Издание Jazz Journal охарактеризовало альбом как очень впечатляющую работу гитары, электрической и акустической, а также шквал перкуссии и трэп-барабанов.
Гитарист американской прог-метал группы Dream Theater Джон Петруччи называет Casino одним из своих любимых альбомов: «Я как бы возвращаюсь ко многим записям, которые повлияли на меня, когда я был моложе, когда я был подростком и много репетировал. Знаете, к примеру, когда я впервые услышал альбом Эла Ди Меолы [1978] Casino — это меня действительно сразило».
В 1978 году Эл Ди Меола стал победителем ежегодного опроса, проводимого журналом Guitar Player, в номинации «Лучший джазовый гитарист».

## Список композиций
Автором всех композиций является Эл Ди Меола, за исключением отмеченных.
| №  | Название | Музыка             | Длительность |
| -- | --- | ------------------ | ------------ |
| 1. | «Egyptian Danza» |                    | 5:57         |
| 2. | «Chasin' the Voodoo» | Джеймс Минго Льюис | 5:05         |
| 3. | «Dark Eye Tango» |                    | 5:25         |
| 4. | «Señor Mouse» | Чик Кориа          | 7:21         |
| 5. | «Fantasia Suite for Two Guitars - "Viva La Danzarina" - "Guitars of the Exotic Isle" - "Rhapsody Italia" - "Bravoto Fantasia"» |                    | 5:11         |
| 6. | «Casino» |                    | 9:29         |

## Участники записи
- Эл Ди Меола —  электрогитара, акустическая гитара, мандолина, перкуссия, бонго, кастаньеты, конга, аранжировка, продюсирование, концепция обложки;
- Энтони Джексон[англ.] — бас-гитара;
- Барри Майлз[англ.] —  орган, синтезатор, фортепиано, клавишные, маримбы, электропианино, синтезатор Moog
- Стив Гэдд — ударные;
- Джеймс Минго Льюис —  перкуссия, бонго, конга, клавишные;
- Эдди Колон — перкуссия, тимбалы

## Позиции в чартах
| Чарт              | Год  | Позиция |
| ----------------- | ---- | ------- |
| Jazz Albums       | 1978 | 5       |
| The Billboard 200 | 1978 | 52      |